# Luigi Galvani
Luigi Galvani (Bologna, 1737. szeptember 9. – Bologna, 1798. december 4.) olasz fiziológus, orvos, az elektromosságtan egyik megalapítója.

## Élete és munkássága
Papnak készült, de a Bolognai Egyetemen a teológia után az orvosi kart is elvégezte. 1762-től anatómiát tanított Bolognában, s a szülészet professzora is volt, 1772-től pedig az akadémia elnöke.
Az 1770-es évektől foglalkozott a békák anatómiájával és az elektrofiziológiával. 1780-ban egy tanítványa figyelte meg, hogy amikor Galvani békát preparált, a kés érintésére a békacomb összerándult, ha a gerincvelőhöz egy másik fémmel értek hozzá. Még erősebb volt a hatás, ha egy dörzselektromos géppel szikrát keltettek, s ha a béka földelt asztallapon feküdt. Galvani 1786-ban a békacombokat a szabadban kifeszített acéldróthoz kötötte, mert a légköri villamosságban kereste a magyarázatot - ám a combok itt véletlenszerűen húzódtak össze. Később észrevette: a szobában, vaslemezen fekvő békatetem akkor is összerándult, ha a rajta átszúrt rézkampót a vashoz érintette, a jelenség mindig bekövetkezett, ha két, egymással érintkező fémmel érintette a gerincvelőt és a combizomzatot. Galvani azt hitte, felfedezte az állati elektromosságot, mert az idegeket és izmokat ellentétes elektromosság tölti fel, s ennek kisülése okozza az összerándulást. Feltételezte, hogy a közvetítő anyag, „elektromos fluidum” kiválasztásában az agy játssza a főszerepet, az idegek vezetik azt az izomszövetbe.
Felismerését 1791-ben tette közzé Kommentár az elektromos erők és az izommozgás kapcsolatáról címmel. A dolgozat óriási vihart kavart a francia forradalom eszméitől felbolygatott Európa tudományos életében, a fiziológusok az elektromosságban látták az erőt, amely az akaratot az izmokkal közli. Galvani kortársa, Alessandro Volta 1792-ben ismerte fel, hogy a villamosság létrejöttében a fémeknek nagyobb szerepe van, mint a békáknak. Ő jött rá, hogy áram akkor keletkezik, ha két különböző, érintkező fémet folyadékba merítünk. Galvani iránti tiszteletből a jelenséget galvanizmusnak nevezte el. Volta a fémeket elsőrendű vezetőnek nevezte és feszültségi sorba rendezte őket, a folyadékokat másodrendű vezetőnek minősítette. Két különböző fém korongja közé savval átitatott papírkorongot helyezett, s e hármas egységekből építette az ún. Volta-oszlopot, amely folyamatosan termelt áramot - ezzel megszületett az első állandó (ha nem is örökké működő) áramforrás. Ketten kiegészítették egymást: Galvaninak abban volt igaza, hogy az izom-összehúzódásokat elektromos ingerhez kötötte, Volta pedig helyesen tagadta a villamosság állati eredetét.
A viták elől Galvani visszahúzódott, mint tanár és sebész dolgozott tovább. 1795-ben elbocsátották a fakultásról, mert nem esküdött fel a napóleoni Ciszalpin Köztársaságra, s bár később visszahívták, nem volt hajlandó elfogadni a katedrát. Szülőházában, Bolognában hunyt el 1798. december 4-én, 61 éves korában.
Nevéből számos elektromos jelenség elnevezése származik: a galvanizálás a fémek bevonását jelenti más fémmel, elektromos úton; a galvanoplasztika fémtárgyak előállítása hasonló módon; a galvánelem első- és másodrendű vezetők együttese, amely zárt körben elektromos áramot ad; a galvanométer mágneses hatás alapján méri az áram erősségét; a galvanoterápia elektromos árammal juttatja a beteg szervezetbe a gyógyhatású anyagokat. Galvani neve összenőtt az elektromossággal, munkássága nyitotta meg az utat az izom- és idegfiziológia kutatása s az elektrofiziológia tudománya felé is.